# Walther Dürr
Walther Dürr, född 27 april 1932 i Berlin, död 6 januari 2018 i Tübingen i Baden-Württemberg, var en tysk musikolog. Han ägnade sig särskilt åt tonsättaren Franz Schuberts verk.
Dürr studerade från 1951 musikvetenskap, tyska och romanska språk i Berlin och Tübingen. 1956 promoverades han till doktor efter att ha disputerat på en avhandling om rytmik och metrik hos de italienska madrigalerna.
Efter att ha erhållit ett stipendium av universitetet i Bologna var han där lektor och forskarassistent vid institutet för tyska språket och litteraturen samt undervisade i musikhistoria. 1962–1964 var han assistent och lektor vid den internationella avdelningen vid Tübingens universitet och ansvarig för tyska för utlänningar. Från 1965 till 1997 var han redaktör för Neue Schubert-Ausgabe, den nya utgåvan av Schuberts samlade verk. Han hade läraruppdrag vid  Stuttgarts universitet, Freiburgs universitet, universitetet i  Bern och vid musikhögskolan i Trossingen.
1977 utnämndes Dürr till "Honorarprofessor" vid Tübingens universitet. Han pensionerades 1997, men fortsatte arbeta  med Schubert-utgåvan. Vid sidan av sin vetenskapliga gärning verkade Dürr som musikkritiker, utgivare av talrika skrifter samt som översättare av libretton.